# Geophagus taeniopareius
Geophagus taeniopareius är en fiskart som beskrevs av Kullander och Royero 1992. Geophagus taeniopareius ingår i släktet Geophagus och familjen Cichlidae. Inga underarter finns listade i Catalogue of Life.